# نقطة نيمو
نقطة نيمو (نسبةً إلى قبطان نيمو، بطل عشرون ألف فرسخ تحت الماء لجول فيرن)، هو القطب البحري لعدم إمكانية الوصول إليه، أي نقطة المحيط الأبعد عن اليابسة. إنه تطبيق لأكبر مشكلة دائرة فارغة في الرياضيات. تم حسابه رسميًا في عام 1992 من قبل المهندس الجيوديسي الكندي الكرواتي هرفوجي لوكاتيلا.
استخدم اسم «نقطة نيمو» أيضًا، ولا سيما من قبل الصحافة الدولية لتحديد مساحة كبيرة من جنوب المحيط الهادئ، وتقع قبالة ساحل شيلي وتستخدم كمقبرة واسعة لمعدات الملاحة الفضائية لاستيعاب بقايا المكوكات الفضائية التي عفا عليها الزمن والتي لا تزال من الممكن السيطرة عليها.

## جغرافية

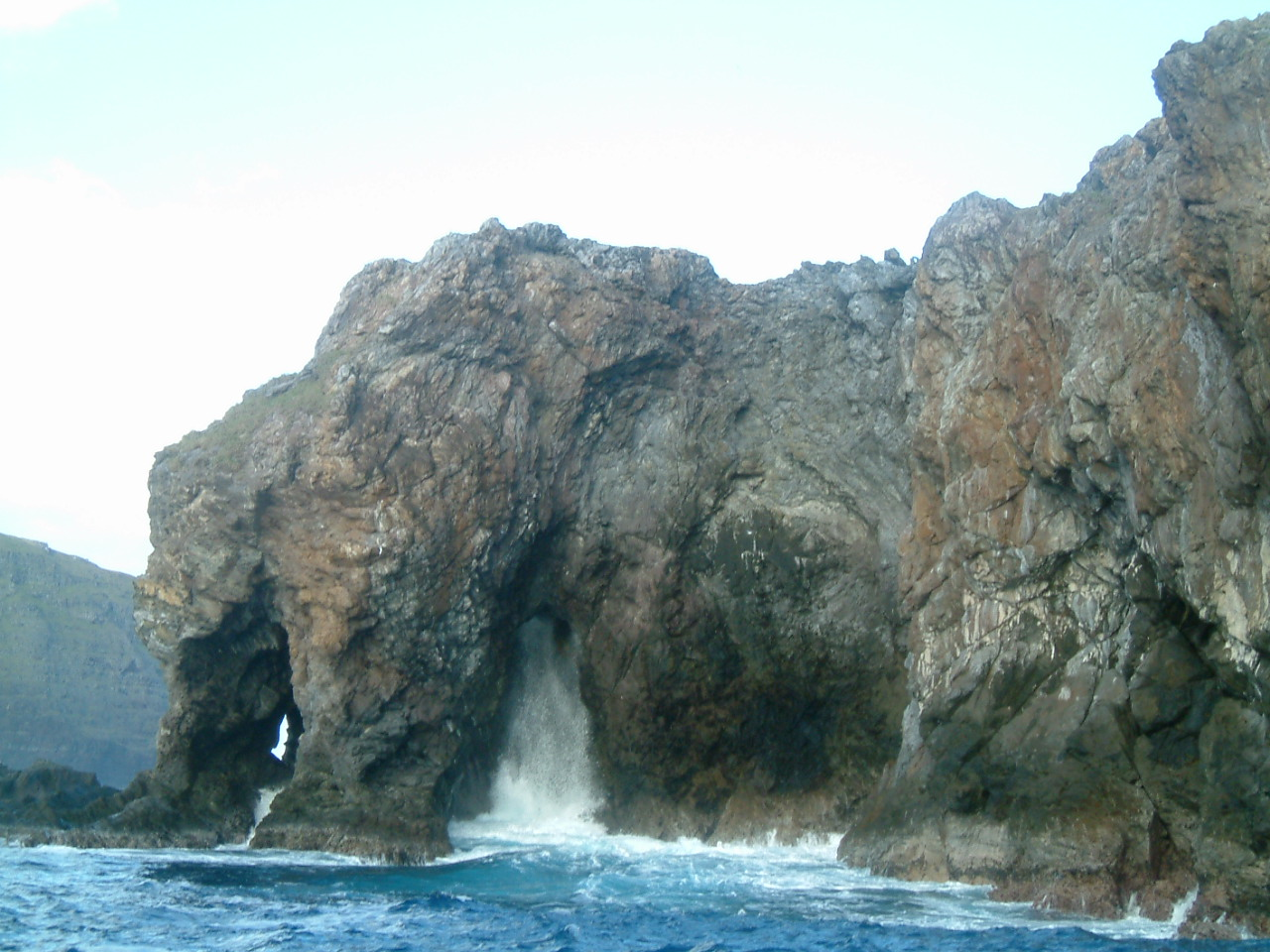
جزيرة موتو نوي هي إحدى الأراضي الأقرب إلى نقطة نيمو.

تقع هذه النقطة في جنوب المحيط الهادئ، عند نقطة 48°52′32″S 123°23′33″W / 48.87556°S 123.39250°W وتقع النقطة متناظر جغرافيا لها في غرب كازاخستان على بعد حوالي 215 ميل شمال شرق بحر قزوين.
أقرب مناطق الأرض:
- 2688 كم:
  - إلى الشمال جزيرة دوسي، إحدى جزر بيتكيرن الأربع؛
  - إلى الشمال الشرقي، موتو نوي، جزيرة صغيرة في جنوب الغرب جزيرة القيامة؛
  - إلى الجنوب، جزيرة ماهر، قبالة جزيرة سيبل وأرض ماري بيرد، القارة القطبية الجنوبية؛
- إلى الغرب جزر تشاتام.
- إلى الشرق وجنوب تشيلي.

البشر الأقرب إلى القطب البحري الذي يتعذر الوصول إليه هم بشكل منتظم شاغلو محطة الفضاء الدولية، ؛ تدور في الواقع في مدار بين 330 كم فوق سطح الكرة الأرضية تقريبًا، بينما تبعد الأرض المأهولة الأولى عن حوالي 2700 كم. على سطح الكوكب، يقترب بعض القوارب الشراعية في سباق حول العالم «فيندي جلوب» أيضًا من «نقطة نيمو». رحلة أوكلاند إلى سانتياغو هي أقرب رحلة إلى نقطة نيمو.
تُستخدم هذه النقطة أيضًا على أنها «مكب للفضاء» نظرًا لبعدها عن أي مكان مأهول. كانت هذه المقبرة قد استوعبت بالفعل حولي 250 إلى 300 مركبة فضائية في نهاية عمرها، بما في ذلك محطة الفضاء السوفيتية مير (120 طنا)، بالإضافة إلى بقايا محطة الفضاء الصينية تيانقونغ -1.